# Habib Bahmani
Habib Bahmani (persa: حبیب بهمنی, nascido a 15 de janeiro de 1988) é o selecionador da seleção croata de wushu. Desde 2021, é ex-membro da seleção iraniana de wushu. e antigo treinador da seleção iraniana de wushu. É orador em vários seminários internacionais que acontecem todos os anos

## Conquistas
- Campeonato do Mundo de Adultos – Itália 2009: Vice-Campeão (na categoria de 70 kg).
- 5º Campeonato Balcânico Wushu Open – Afyonkarahisar 2022: medalha de ouro júnior “Alen Šehić” (peso 75 kg), medalha de prata “Toni Čujić-Klenovar” (peso 70 kg) – a primeira medalha sénior croata.
- 8. Wushu-Juniorenweltmeisterschaften – Jacarta 2022: Medalha de bronze (peso de 75 kg), permanece na história do Wushu holandês, que está agora no Turquemenistão e em Itália.
- Campeonato da Europa de Wushu – Istambul 2023: Idade sénior: Medalha de bronze “Fran Juraj Kajs” (na categoria de 80 kg), medalha de ouro “Toni Čujić-Klenovar” (na categoria de 70 kg) – a primeira medalha de ouro sénior na história do Wushu croata; Idade júnior: Categoria masculina: duas medalhas de prata (60 kg e 65 kg) e duas de bronze; Categoria feminina: duas medalhas de prata (56 kg e 60 kg)[3][4][5][6]